# Radikal 67
Radikal 67 mit der Bedeutung „Kultur, Literatur, Schrift“ ist einer von 35 traditionellen Radikalen der chinesischen Schrift, die aus vier Strichen bestehen.
Mit 9 Zeichenverbindungen in Mathews’ Chinese-English Dictionary kommt es nur sehr selten im Lexikon vor.
Es gibt weitere Radikalzeichen, die diesem Zeichen ähnlich sehen.
Als Einzelzeichen hatte dieses Schriftzeichen die Bedeutung „Kultur“ oder „Schrift“, was in China dasselbe war. Die Bronzeschriftform zeigt einen Menschen mit Tätowierungen. Das Schriftzeichen für Schrift leitet sich also von den Tätowierungslinien ab und bedeutete ursprünglich „Verzierung“.
In der japanischen Kartografie wird 文 als Zeichen für „Schule“ verwendet.
Zu den Olympischen Sommerspielen 2008 wurde dieses Zeichen in einem Logo stilisiert.

## Schriftzeichenverbindungen, die vom Radikal 67 regiert werden
| Striche | Zeichen  |
| ------- | -------- |
| +0      | 文       |
| +06     | 斊 斋    |
| +07     | 斍 斏    |
| +08     | 斌 斐 斑 |
| +09     | 斒       |
| +12     | 斓       |
| +15     | 斔       |
| +17     | 斕       |
| +19     | 斖       |

 Im Unicodeblock Kangxi-Radikale ist das Radikal 67 unter der Codepointnummer 12.098 (U+2F42) codiert.